# اوینئوس
اوینئوس (به یونانی: Οἰνεύς، به انگلیسی: Oeneus یا Oineus)، شاه کالیدون.
فرزند پورتئوس و ائوروته بود. از همسرش آلتائیا صاحب چندین فرزند از جمله ملئاگروس شد. زمانی که دیونوسوس به کالیدون آمد، اجازه داد با همسرش همبستر شود که حاصلش تولد دیانیرا بود که بعدها همسر هرکول شد. دیونوسوس در عوض نام او را بر شراب نهاد.
آرتمیس به خاطر ناسپاسی وی، گرازی را برای کشتنش فرستاد که توسط ملئاگروس کشته شد.